# Pratt (Virginie-Occidentale)
Pour les articles homonymes, voir Pratt.
Pratt est une ville américaine située dans le comté de Kanawha en Virginie-Occidentale. En 2010, sa population est de 602 habitants.
La ville s'appelle Clifton de 1781 à 1870, puis Dego (en référence à la ville italienne) jusqu'à la fin millénaire. Elle prend par la suite le nom de Charles Pratt, dont la société a acheté des terres pour ses activités liées au bois et au charbon